# Regionalgericht Bern-Mittelland
Das Regionalgericht Bern-Mittelland ist ein schweizerisches Gericht erster Instanz mit Sitz in Bern. Es ist eines von vier Regionalgerichten im Kanton Bern und als solches für alle zivil- und strafrechtlichen Streitigkeiten in seiner Gerichtsregion zuständig, die mit der Verwaltungsregion Bern-Mittelland deckungsgleich ist. Die Amtssprache ist deutsch.
Das Regionalgericht Bern-Mittelland ersetzte 1995 die bis anhin bestehenden Amtsgerichte im Berner Mittelland.